# Dave Lloyd
 David "Dave" Lloyd (nascido em 12 de outubro de 1949) é um ex-ciclista britânico. Representou o Reino Unido em duas provas nos Jogos Olímpicos de Verão de 1972, em Munique.